# Episodi di Hotel Transylvania - La serie (prima stagione)
La prima stagione di Hotel Transylvania - La serie è stata trasmessa sul canale statunitense Disney Channel 25 giugno 2017 al 25 giugno 2018.
In Italia è stata trasmessa dal 23 settembre 2017 al 5 settembre 2018.
| nº | Titolo originale                       | Titolo italiano                       | Prima TV USA     | Prima TV Italia   |
| -- | -------------------------------------- | ------------------------------------- | ---------------- | ----------------- |
| 1  | Enter the Nosepicker                   | Arriva la scaccolatrice               | 25 giugno 2017   | 23 settembre 2017 |
| 1  | Hide & Shriek                          | Terrornascondino                      | 25 giugno 2017   | 6 ottobre 2017    |
| 2  | Bad Friday                             | Il venerdì di paura                   | 26 giugno 2017   | 13 ottobre 2017   |
| 2  | Hoop Screams                           | L'urlo del canestro                   | 26 giugno 2017   | 13 ottobre 2017   |
| 3  | Buggin' Out                            | Le cimici della verità                | 27 giugno 2017   | 20 ottobre 2017   |
| 3  | How Do You Solve a Problem Like Medusa | Come risolvere il problema Medusa     | 27 giugno 2017   | 20 ottobre 2017   |
| 4  | Vampiresitting                         | Babysitter vampira                    | 28 giugno 2017   | 27 ottobre 2017   |
| 4  | Phlegam Ball                           | Pallamuco                             | 28 giugno 2017   | 27 ottobre 2017   |
| 5  | Wendy Big and Tall                     | Wendy, grande e grossa                | 29 giugno 2017   | 3 novembre 2017   |
| 5  | Doppelfanger                           | Lo specchio maledetto                 | 29 giugno 2017   | 3 novembre 2017   |
| 6  | Great Eggspectations                   | Uova da matti                         | 2 luglio 2017    | 10 novembre 2017  |
| 6  | Hotel Pennsylvania                     | Hotel Pennsylvania                    | 2 luglio 2017    | 10 novembre 2017  |
| 7  | Breakfast at Lydia's                   | Colazione da Lydia                    | 16 luglio 2017   | 17 novembre 2017  |
| 7  | The Trouble with Wendies               | Il problema delle Wendy               | 16 luglio 2017   | 17 novembre 2017  |
| 8  | Frankenstunt                           | Frankenstunt                          | 23 luglio 2017   | 24 novembre 2017  |
| 8  | What About Blob?                       | Che ne sarà dei Blob?                 | 23 luglio 2017   | 24 novembre 2017  |
| 9  | Curse Club                             | Il club degli anatemi                 | 30 luglio 2017   | 1 dicembre 2017   |
| 9  | Casket If You Can                      | Caccia alla bara                      | 30 luglio 2017   | 1 dicembre 2017   |
| 10 | A Scare to Remember                    | Uno spavento da ricordare             | 6 agosto 2017    | 23 giugno 2018    |
| 10 | Hank and the Real Boy                  | Hank, un ragazzo in carne e ossa      | 6 agosto 2017    | 23 giugno 2018    |
| 11 | The Wrapture                           | Ladri di bende                        | 13 agosto 2017   | 24 giugno 2018    |
| 11 | Becoming Klaus                         | Diventare Klaus                       | 13 agosto 2017   | 24 giugno 2018    |
| 12 | 116 Candles                            | Un concerto da ricordare              | 1 ottobre 2017   | 30 giugno 2018    |
| 12 | Stop or my Mummy will Shout            | Fermati, o mammina grida              | 1 ottobre 2017   | 30 giugno 2018    |
| 13 | The Legend of Pumpkin Guts             | La leggenda di Budella di Zucca       | 8 ottobre 2017   | 14 luglio 2018    |
| 14 | Fright of Hand                         | Una festa mostruosa                   | 15 ottobre 2017  | 7 luglio 2018     |
| 14 | Dude Where's My Garlic?                | Amico, dov'è il mio aglio?            | 15 ottobre 2017  | 7 luglio 2018     |
| 15 | Bat Flap Fever                         | Ali, che mania!                       | 22 ottobre 2017  | 8 luglio 2018     |
| 15 | Thumb and Thumber                      | Il pollice della discordia            | 22 ottobre 2017  | 8 luglio 2018     |
| 16 | Brain Drain                            | Fuga di cervelli                      | 4 novembre 2017  | 1 luglio 2018     |
| 16 | Hair Today, Gone Tomorrow              | Un taglio netto                       | 4 novembre 2017  | 1 luglio 2018     |
| 17 | Drop The Needle                        | La puntina della discordia            | 11 novembre 2017 | 15 luglio 2018    |
| 17 | Really Gross Anatomy                   | Anatomia molto settoria               | 11 novembre 2017 | 15 luglio 2018    |
| 18 | The Fright Before Creepmas             | Una spaventosa vigilia di Infernatale | 2 dicembre 2017  | 8 dicembre 2018   |
| 19 | Exit Sandman                           | Svegliati, Sandman!                   | 17 giugno 2018   | 27 agosto 2018    |
| 19 | Roadkill Trip                          | Gita al Carcasse Burgers              | 17 giugno 2018   | 27 agosto 2018    |
| 20 | Fried Mean Tomatoes                    | Pomodori verdi marci fritti           | 23 giugno 2018   | 28 agosto 2018    |
| 20 | Top Wing                               | Top Wendy                             | 23 giugno 2018   | 28 agosto 2018    |
| 21 | Four Monsters and a Funeral            | Quattro mostri e un funerale          | 24 giugno 2018   | 29 agosto 2018    |
| 21 | Rainbow Doom                           | Rainbow Doom                          | 24 giugno 2018   | 29 agosto 2018    |
| 22 | Drac to the Future                     | Drac-ritorno al futuro                | 25 giugno 2018   | 30 agosto 2018    |
| 23 | Gorytelling                            | Manie di protagonismo                 | 25 giugno 2018   | 31 agosto 2018    |
| 23 | A Few Good Monsters                    | Codice d'orrore                       | 25 giugno 2018   | 31 agosto 2018    |
| 24 | Mummyfest Destiny                      | Non si gioca con il tempo             | 25 giugno 2018   | 3 settembre 2018  |
| 24 | Bandages for Brothers                  | I drammi della convivenza             | 25 giugno 2018   | 3 settembre 2018  |
| 25 | Creepover Party                        | Pigiama party da brividi              | 25 giugno 2018   | 4 settembre 2018  |
| 25 | Frankenstein and Son                   | Frankenstein e figlio                 | 25 giugno 2018   | 4 settembre 2018  |
| 26 | Fangceanera                            | Vampceanera                           | 25 giugno 2018   | 5 settembre 2018  |